# Канонік
Кано́нік (від лат. canonicus, грец. κανων, «правило»), також крилошанин, або капітуляр — у католицькій і англіканській церквах член капітули духовних осіб соборів і колегіальних церков. Є дійсні (при єпископській резиденції) та почесні каноніки, що мають лише титул, без будь-яких обов'язків і прав..
У православній церкві термін «канонік» має інше значення і стосується богослужбової книги, що містить канони Богородиці та ін.